# آرچیبالد کامرون مکدونل
آرچیبالد کامرون مکدونل (انگلیسی: Archibald Cameron Macdonell; ۶ اکتبر ۱۸۶۴ – ۲۳ دسامبر ۱۹۴۱) فرد نظامی اهل کانادا بود. وی همچنین برندهٔ جوایزی همچون نشان حمام شده‌است.